# Districtul Akbou
Akbou este un district din provincia Béjaïa, Algeria.